# Refuge faunique national Chassahowitzka
Les 125 km² du Chassahowitzka National Wildlife Refuge font partie du National Wildlife Refuge System des États-Unis, situé sur la côte ouest de la Floride, à environ 112 km au nord de St-Petersburg. Il est célèbre comme site d'hivernage du sud pour la population réintroduite de grues blanches. 

## Description
Le complexe national de refuge faunique de Chassahowitzka a été remplacé par le complexe de Crystal River, dont le siège est à Crystal River, en Floride, et se compose de portions de la rivière Chassahowitzka et de Crystal River, ainsi que de ce que l'on appelle les refuges de Tampa Bay: Egmont Key, Passage Key et Pinellas. 
La zone sauvage de Chassahowitzka fait partie du refuge et se compose de 95 km², soit 76,4% de sa superficie totale. Seule une partie au nord-est n'est pas désignée comme Wilderness. 
En 2001, le Partenariat oriental de Grue Blanche a élevé des poussins de grue blanche (Grus americana) dans la réserve faunique nationale Necedah du Wisconsin, puis les a guidés vers le nord-ouest de Chassahowitzka pour l'hiver. Malgré la forte mortalité due aux ouragans en 2007, la réintroduction a réussi et, en 2010, jusqu'à 105 oiseaux migrateurs avaient été établis dans l'est des États-Unis pour la première fois depuis plus de 100 ans.  